# Gian Andreossi
Giannin Andreossi (Sankt Moritz, 2 luglio 1902 – Coira, 22 maggio 1964) è stato un hockeista su ghiaccio svizzero.

## Palmarès

### Olimpiadi invernali
- Bronzo a Sankt Moritz 1928 nell'hockey su ghiaccio.